# Des hommes sans femmes
Des hommes sans femmes (女のいない男たち, Onna no inai otokotachi) est un recueil de nouvelles écrites par l'auteur japonais Haruki Murakami, paru en 2014. Ces nouvelles ont été traduites du japonais par Hélène Morita en 2017.

## Contenu
Toutes ces nouvelles adoptent un thème commun: Des hommes qui ont perdu des femmes dans leurs vies dans diverses circonstances (mort, séparation, etc.). « Fragiles et solitaires, les hommes abandonnés et meurtris de ses nouvelles sont habités par le vague à l’âme qui sourd d’une attente […] ».
| Titre en français      | Titre en rōmaji         | Titre en japonais    |
| ---------------------- | ----------------------- | -------------------- |
| Drive my car           | doraibu mai kā          | ドライブ・マイ・カー |
| Yesterday              | iesutadei               | イエスタデイ         |
| Un organe indépendant  | dokuritsu kikan         | 独立器官             |
| Shéhérazade            | she'erazādo             | シェエラザード       |
| Le bar de Kino         | kino                    | 木野                 |
| Samsa amoureux         | koisuru zamuza          | 恋するザムザ         |
| Des hommes sans femmes | onna no inai otokotachi | 女のいない男たち     |

## Adaptation au cinéma
La nouvelle Drive my car donne lieu à une adaptation cinématographique en 2021 avec le film Drive My Car réalisé par Ryūsuke Hamaguchi.